# 앙그로드
앙그로드(aŋrɔd)는 《실마릴리온》의 등장인물로 피나르핀의 차남이다. 벨레리안드 북쪽의 도르소니온을 다스린 놀도르 군주. 동생 아에그노르와 함께 영지를 다스렸다.
다고르 브라골라크가 개전하기 전에 앙그반드 최근방의 요정 군주로서 선공을 찬성하는 등의 활동을 벌였다. 개전 후 모르고스 세력에게 대항하다 아에그노르와 마찬가지로 상고로드림의 화염에 전사한다. 그를 따르는 무리 일부는 끝까지 항전을 벌였는데, 핀로드를 위해 희생한 바라히르와
그의 아들 베렌은 그러한 무리의 일원으로 활동했다.
자식으로 오로드레스가 있다. 또한 손자 길 갈라드는 최후의 놀도르 대왕으로 알려진다.
다고르 브라골라크 이전에 놀도르의 영토와 신다르 영토를 분할하는 회의에서 도리아스의 싱골에게 파견된 놀도르이기도 하다. 요정의 동족살해의 참혹함을 들은 싱골의 힐난을 피나르핀 가문과 상관이 없다고 주장하기도 했다.